# Trigonella adscendens
Trigonella adscendens är en ärtväxtart som först beskrevs av Sergej Arsenjevitj Nevskij, och fick sitt nu gällande namn av C.S. Afanassiev och Nikolai Fedorovich Gontscharow. Trigonella adscendens ingår i släktet trigonellor, och familjen ärtväxter. Inga underarter finns listade i Catalogue of Life.